# Christian Braun
Christian Gottlieb Braun (8 de novembro de 1920 - 1 de janeiro de 1987) foi um oficial alemão que serviu durante a Segunda Guerra Mundial. Foi condecorado com a Cruz de Cavaleiro da Cruz de Ferro.

## Carreira

### Patentes
- Gefreiter - 1 de julho de 1940
- Unteroffizier - 1 de agosto de 1941
- Feldwebel - 1 de julho de 1942
- Feldwebel|Oberfeldwebel - 1 de abril de 1943
- Offiziersbewerber - 1 de setembro de 1944
- Fahnenjunker  - 1 de novembro de 1944
- Leutnant der Reserve  - 1 de dezembro de 1944

### Condecorações
| Cruz de Ferro 2ª Classe            |                       |
| Cruz de Ferro 1ª Classe            |                       |
| Cruz de Cavaleiro da Cruz de Ferro | 25 de julho de 1944   |
| Folhas de Carvalho nº 677          | 9 de dezembro de 1944 |
| Badge de Assalto de Infantaria     | 1 de setembro de 1941 |
| Badge de Feridos em Preto          | 28 de janeiro de 1942 |
| Badge de Feridos em Prata          | 22 de abril de 1944   |
| Cruz Germânica em Ouro             | 26 de junho de 1942   |